# Stefano Carlo Lausetti
Stefano Carlo Lausetti (Savigliano, 13 dicembre 1841 – Savigliano, 10 febbraio 1898) è stato un politico italiano.

## Biografia
Entrato giovanissimo dapprima nell'amministrazione postale, quindi in quella comunale, è stato amministratore della locale Cassa di risparmio, membro della Camera di commercio e del Comizio agrario della provincia di Cuneo. È stato inoltre membro delle amministrazioni del Teatro, della Congregazione di Carità e del Monte Pio. Svolse queste due funzioni per più di dieci anni: in suo ricordo è stata posta una targa commemorativa a palazzo Cravetta nella sua città natale.